# 殘基
殘基（英語：residue）在化學中，是指化學大分子上的一個部位，例如甲基。而在生物化學與分子生物學中，則是指一個聚合物（如多糖、蛋白質、核酸）上的某個特定單元。